# Geophilus admarinus
Geophilus admarinus is een duizendpotensoort uit de familie van de Geophilidae. De wetenschappelijke naam van de soort is voor het eerst geldig gepubliceerd in 1952 door Chamberlin.